# Afrodiastictus minutus
Afrodiastictus minutus är en skalbaggsart som beskrevs av Rudolph Petrovitz 1970. Afrodiastictus minutus ingår i släktet Afrodiastictus och familjen Aphodiidae. Inga underarter finns listade i Catalogue of Life.